# Iposplenismo
L'iposplenismo è una sindrome caratterizzata dalla ridotta funzionalità della milza.

## Descrizione
Essa comunemente può essere provocata dalla celiachia, dalla rimozione o assenza congenita della milza, dall'anemia falciforme e da radioterapie alla milza.
Diagnosticabile tramite ecografia o indirettamente tramite un'analisi del sangue che rileva la presenza di globuli rossi nucleati (che normalmente vengono filtrati dalla milza).
La ridotta funzionalità della milza espone l'organismo al rischio di infezioni batteriche, venendo a meno il filtro nei confronti dei batteri e diminuendo la produzione di anticorpi.